# 직장 (상징물)

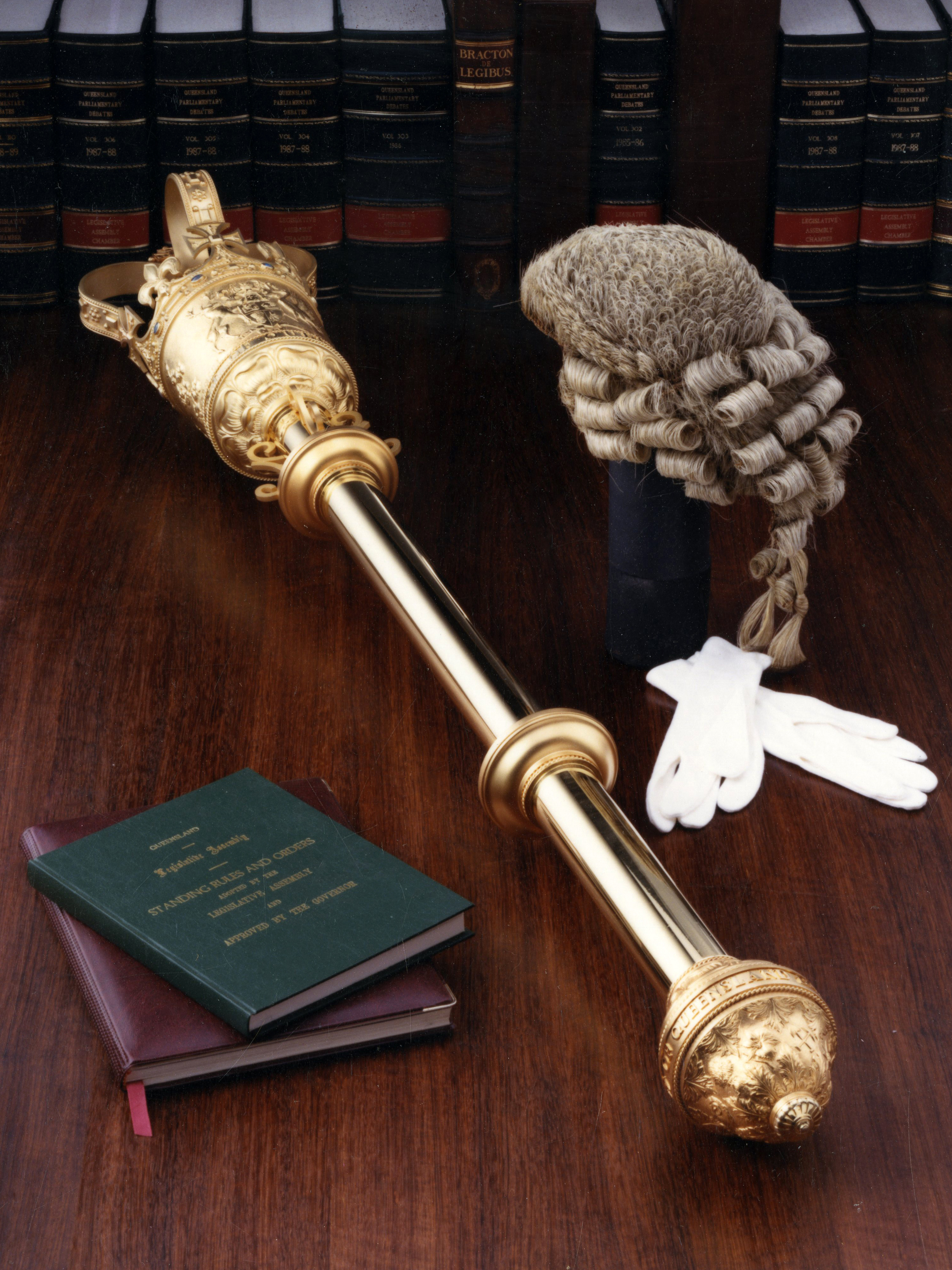

직장(職杖, 영어: ceremonial mace)은 공식적인 의무에서 쓰여진 나무나 금속으로 만든 고급스럽게 장식된 지휘봉이다. 직장은 대체로 정치적으로 군주 또는 국가 원수의 상징으로 쓰여진다. 전반적인 전통으로 직장은 직장의 운반관이 나른다.

## 역사
초기의 직장은 왕을 보호하는 수위관이 썼던 철퇴였다. 수위관의 철퇴는 14세기부터 귀금속으로 장식하기 시작하였다. 전쟁터에서 갑옷이 사라졌을 때 쯤부터 실질적인 무기로 사용되었던 철퇴는 무기로서의 용도가 사라졌다.
수위관이 직접 운반하는 관료적인 목적으로 사용된 직장의 역사는 13세기 중반부터 발달되었지만 오늘날 남아 있는 직장의 예가 없다. 잉글랜드에서 현재까지 남아있는 가장 오래된 직장은 헤든에서 만들었다. 그것은 중요한 헌장 하나와 함께 1415년에 승인받았다.

## 영국
런던 탑의 쥬얼 하우스에서 은박으로 치장한 수위관의 직장 8개가 있다.

## 캐나다
캐나다 의회의 두 직장은 상원과 하원에서 군주의 권위를 구현한다. 이와 비슷한 관례는 캐나다의 각 주와 준주의 입법기관에서도 쓰인다.

### 직장에 대한 의례
캐나다에서 존재하는 입법기관은 직장에 대해서 대체로 통일된 의례를 따른다. 의장이 의회에 입장할 때는 보통 직장의 운반관의 뒤를 따라간다. 직장의 운반인은 주로 수위관이 맡는다. 경위장은 직장을 서기의 탁자(영어: clerks' table) 위에 놓은 다음에 입법 활동을 시작한다. 경위장이 서기의 책상에서 직장을 치우면 의회가 중단하거나 쉬거나 또는 전체위원회으로 다시 구성된다는 뜻이다.
캐나다의 군주나 부왕은 의회 특히 상원에 들어가기 전에 직장은 완전히 가려야 한다. 관례적으로 의회의 페이지들이 직장을 무거운 벨벳 헝겊으로 걸친다.
의장을 뽑는 선거가 진행하는 동안에 직장은 서기의 탁자에 올려 놓지 않는다. 그 이유는 의장이 없으면 의회가 완벽하지 구성되지 않다는 뜻이다. 의장이 뽑으면 드디어 직장이 서기의 탁자 위에 올려 놓는다.

### 직장에 대한 결례
입법기관의 권력과 권위를 상징하는 직장은 2002년부터 직장에 향한 무례한 행동을 군주에 향한 모독이라고 관례로 정하였다. Esquimalt—Juan de Fuca 연방선거구를 대표하였던 키스 마틴 하원의원이 하원에서 서거의 탁자 위에 있었던 직장을 들었던 사건이 일어날 때에 하원의장은 일견의 관점으로 하원의원의 특권이 남용되었다고 결정을 내렸다. 또한 하원의 존재를 모독하는 행위로 간주하였다. 이로써 이러한 관례를 제정하였으며 키스 마틴은 공식적으로 사과할 때까지 하원의원의 직무를 수행하는 일을 불허하였다.

### 민간에서 쓰이는 직장
캐나다의 몇몇의 대학교들은 공식 행사에서 직장을 사용한다. 아래의 대학교들은 직장을 사용한다.
- 궬프 대학교
- 뉴브런즈윅 대학교
- 뉴펀들랜드 메모리알 대학교
- 니피싱 대학교
- 댈하우지 대학교
- 로열 로즈 대학교
- 밴쿠버 아일랜드 대학교
- 브리티시컬럼비아 대학교
- 앨버타 대학교
- 왕립 캐나다 군사관학교
- 요크 대학교
- 워털루 대학교
- 원저 대학교
- 윌프리드 로리에 대학교
- 캘거리 대학교
- 킹즈 칼리지 대학교
- 토론토 대학교
- 프린스에드워드아일랜드 대학교

## 같이 보기
- 왕홀
- 지위로서의 막대기와 지팡이
- 문장학

## 참고 자료
1. ↑  캐나다의 부왕은 총독과 부총독이 대변한다.